# كايكورا (نيوزيلاندا)
مدينة كايكورا (باللغة الماورية: Te Ahi Kaikōura a Tama ki te Rangi) و(بالإنجليزية: Kaikoura)‏ هي مدينة تقع على الساحل الشرقي للجزيرة الجنوبية لنيوزيلاند وتبعد 180 كيلومتراً عن مدينة كرايستشرش. وتعتبر كايكورا المدينة الأولى التي حصلت على توثيق بمراعاة الفحص الأرضي ومراعاة المعايير المطلوبة.
يُقدر عدد سكان المدينة ب 2080 نسمة طبقا لإحصائية يونيو 2017 وفيها مقر الحكم لمحافظة كايكورا والتي تتبع بدورها لمقاطعة كانتربوري. تبلغ مساحة محافظة كاكورا 2,046 ألف كم مربع وإجمالي عدد سكان 3710 مقيمين.

في حادثة زلزال كايكورا في عام 2016، تدمرت أجزاء واسعة من البنى التحتية في المحافظة، وتسبب أيضا بارتفاع المياه في الشواطئ والمناطق المحيطة بمترين تقريباً.

## تاريخ الحكومة المحلية
من ناحية جغرافية، كانت كياكورا تتبع لمحافظة نيلسون، وعند انفصال محافظة مارلبورو من نيلسون، أصبحت كايكورا جزءاً من المحافظة الجديدة مع نهر كونوي. بنهاية عام 1876 أًلغيت حكومة المحافظات وتشكلت بدلاً منها حكومات للولايات.

## زلزال كايكورا عام 2016
وقع في 14-11-2016 زلزال في الجزيرة الجنوبية لنيوزيلاندا بقوة 7,8 درجات على مقياس ريختر بعد منتصف الليل. سُجلت حالتا وفاة وأدى الزلزال لحدوث تسونامي صغير. ألف من السياح ومئات السكان في كايكورا أصبحوا معزولين بعد الزلزال، جراء تدمر الطرق الرئيسية للقطارات والسيارات.

## معرض الصور

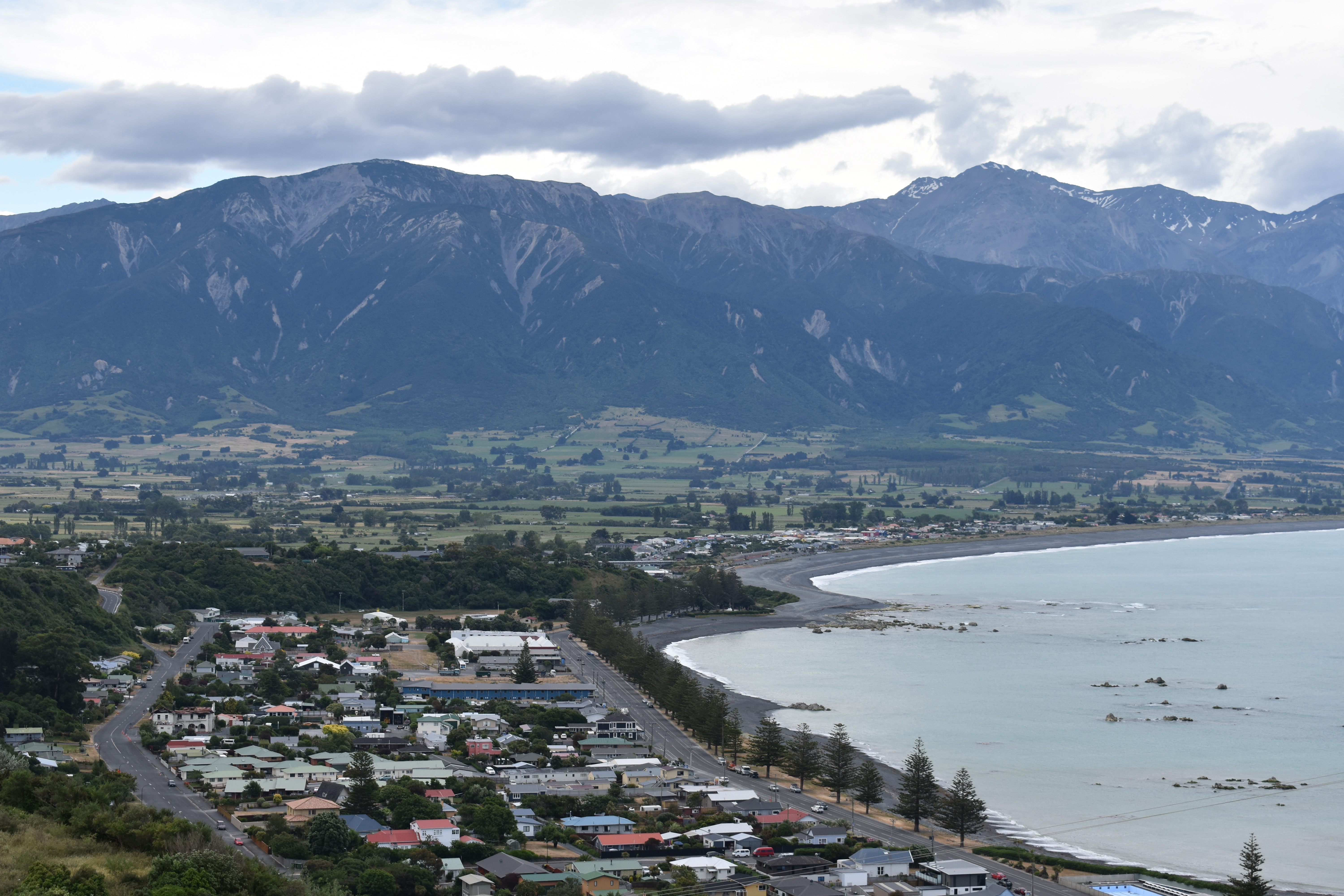
جزء من مدينة كايكورا والجبال المحيطة بها.
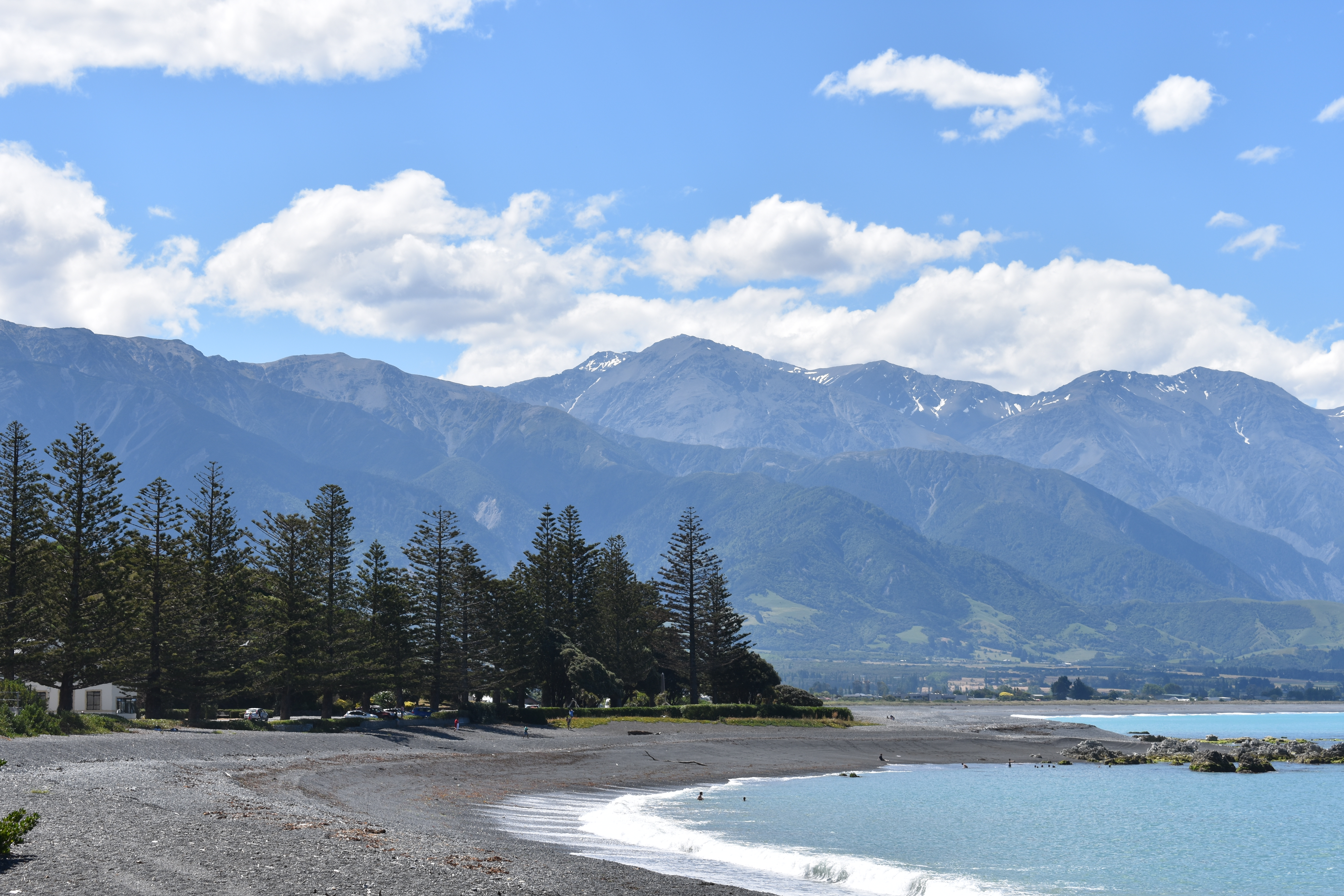
منظر للشاطىء.
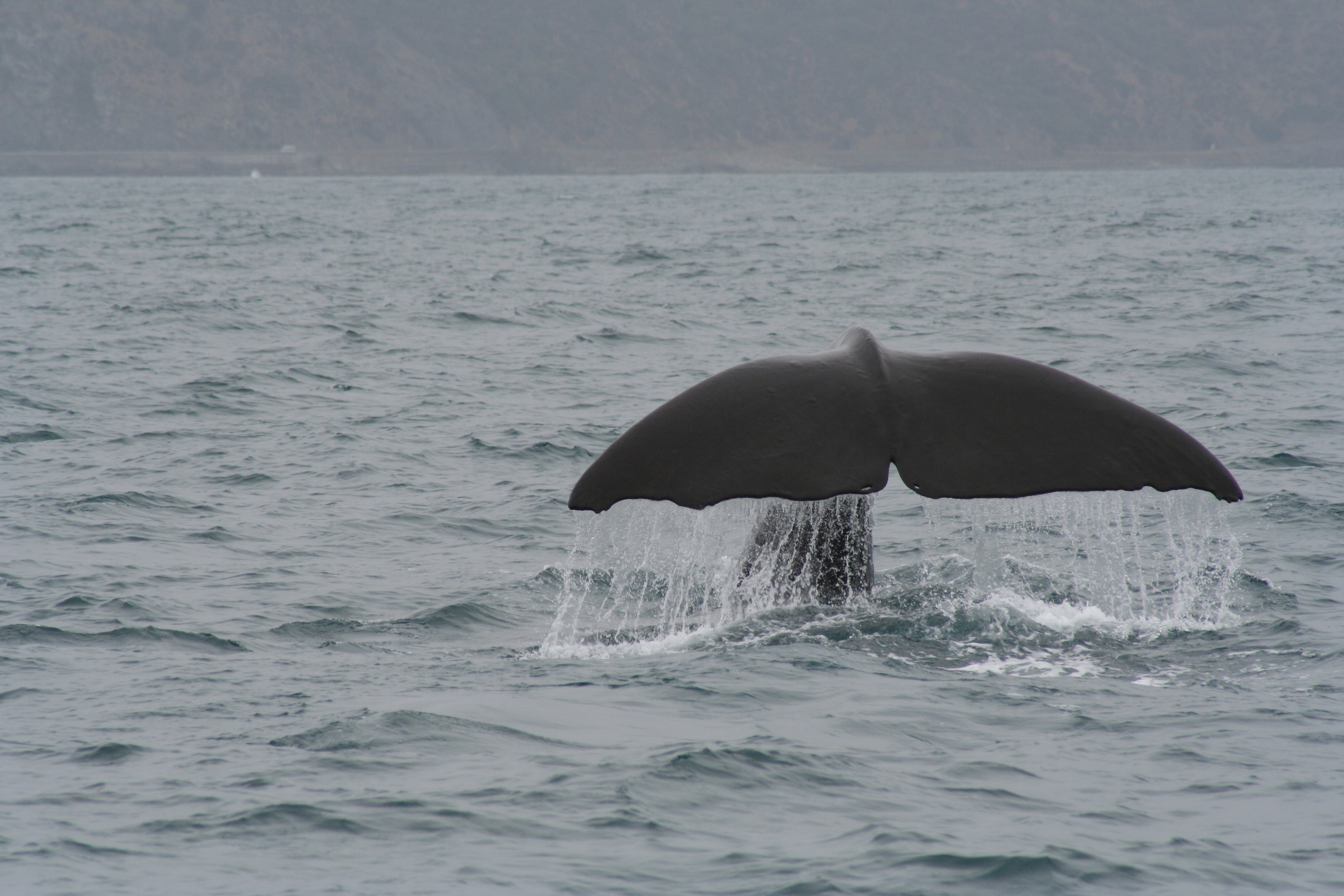
ذيل لسمكة كبيرة أثناء رحلة بحرية تُنظم في المدينة وتعتبر من أهم ما يجذب السياح إليها.

## أعلام
- برايان فورد
- توماس كوكي